# Gaetà Huguet Breva
Pour les articles homonymes, voir Gaetà Huguet.
Gaetà Huguet Breva (en catalan) ou Cayetano Huguet Breva (en castillan), né à Castellón de la Plana en 1848 et mort dans la même ville en 1926, est un homme politique espagnol et écrivain d'expression catalane.

## Biographie
Il est père de l'homme politique Gaetà Huguet Segarra (1882-1959).